# Эрика (тропический шторм, 2009)
Тропический шторм Эрика (англ. Tropical Storm Erika) — шестой по счёту тропический циклон в сезоне атлантических ураганов 2009 года и пятый по счёту тропический шторм, получивший собственное имя в сезоне 2009 года.
Циклон образовался 1 сентября 2009 года из тропической волны тёплого воздуха вблизи Малых Антильских островов и, несмотря на отсутствие чётко выраженной спиральной формы воздушных потоков, циклону сразу был присвоен статус тропического шторма без начальной стадии тропической депрессии. День спустя в атмосферном образовании были зарегистрированы пиковые показатели: постоянная скорость ветра достигла 85 км/ч, атмосферное давление составила 753 миллиметров ртутного столба. Последовавшие затем вертикальные сдвиги ветра стали ослаблять конвективную систему циклона, который к концу суток 2 сентября едва удерживался на границе уровней тропической депрессии и тропического шторма по шкале классификации ураганов Саффира — Симпсона, пройдя мимо острова Гваделупа и вступив в акваторию Карибского моря. 3 сентября Тропический шторм Эрика ослаб до уровня тропической депрессии, центр низкого давления циклона при этом полностью вышел из зоны основной конвективной деятельности атмосферного образования. В этот же день депрессия потеряла свою силу, превратившись в обычную область низкого давления и к началу следующих суток полностью рассеялась вблизи побережья Пуэрто-Рико.
Вследствие своей низкой интенсивности Эрика причинила незначительный ущерб Малым Антильским островам. В Гваделупе зафиксирован уровень осадков в 200 миллиметров, прошедшие дожди вызвали паводки и оползни, около 12 тысяч человек на острове остались без электроснабжения. На других островах в зоне прохождения Эрики зарегистрирован средний уровень осадков. В Пуэрто-Рико остатки циклона вызвали сильные дожди, осадки достигли уровня в 193 миллиметра, спровоцировав в некоторых регионах страны локальные наводнения.

## Метеорологическая история

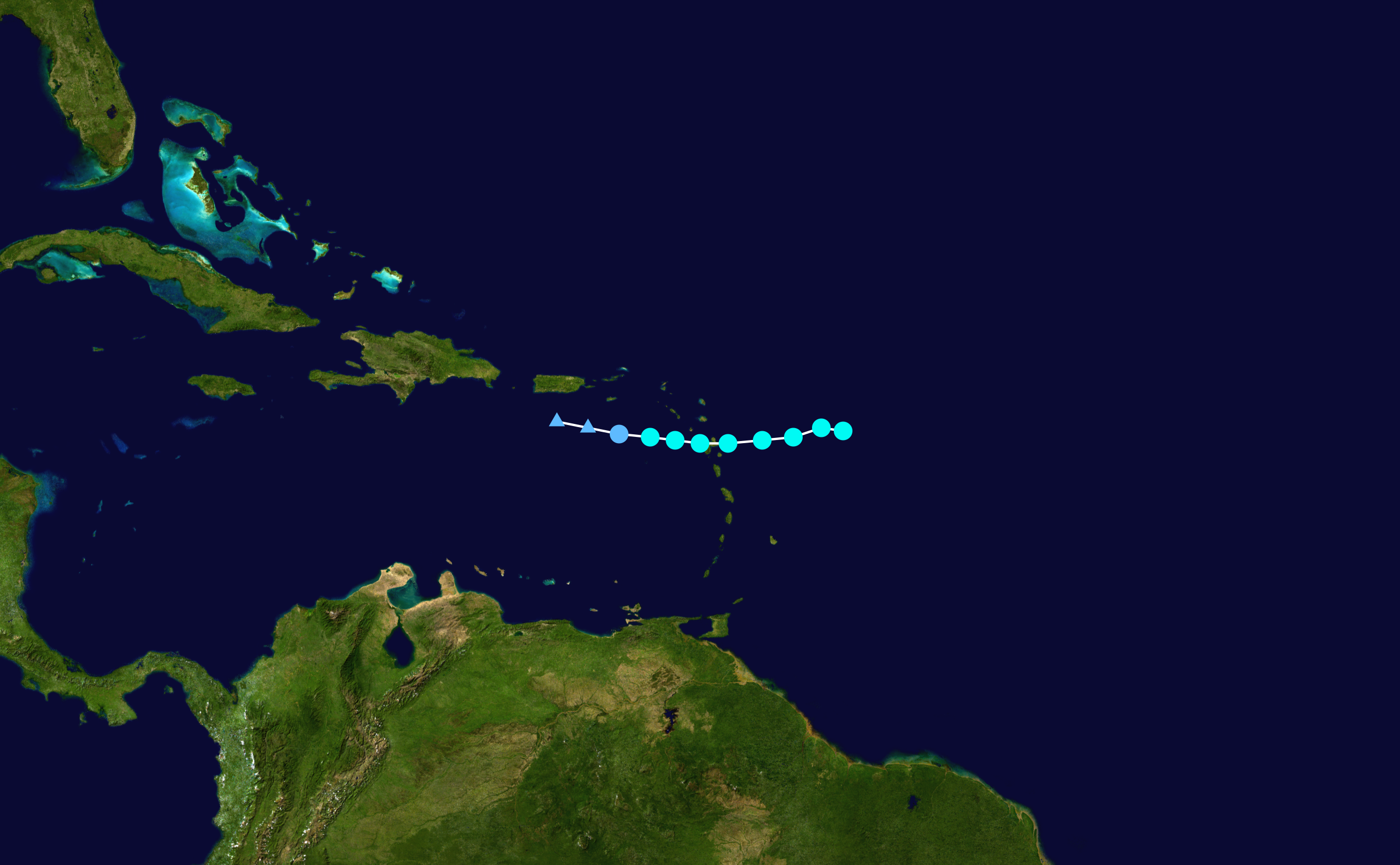
Траектория движения Тропического шторма Эрика

25 августа от западного побережья Африки в районе островов Кабо-Верде в западном направлении начала двигаться тропическая волна тёплого воздуха, сопровождавшаяся областью пониженного давления и фронтом грозовой активности. В течение следующих суток конвекция воздушных потоков, связанная с тропической волной, начала проявлять первые признаки системной организации, ещё через день область пониженного давление выродилась в область низкого атмосферного давления с тенденцией к дальнейшей организации циклона. Несмотря на условия, благоприятствующие к развитию и усилению фронта, 29 августа циклонное образование подверглось дезорганизации своей центральной части, однако в течение следующих суток процесс снова начал набирать силу, сопровождаясь усилившейся грозовой активностью. Национальный центр прогнозирования ураганов США определил высокую вероятность превращения циклона в тропическую депрессию в течение следующих 24 часов. Тем не менее, циклон не был включен в метеосводки Центра по причине отсутствия в нём чётко выраженного центра циркуляции воздушных масс.
1 сентября самолёт специального подразделения Hurricane Hunter в результате проведения метеорологической разведки установил закрытый плотной облачностью центр вращения циклона и зафиксировал в нём ветер штормовой силы. С этого момента Национальный центр прогнозирования ураганов США (NHC) присвоил циклону статус тропического шторма, пропустив при этом статус тропической депрессии, с выбором следующего имени Эрика по списку названий сезона атлантических ураганов 2009 года. Форма тропического шторма не была чётко организованной вследствие наличия умеренного сдвига ветра и центра вращения, частично лишённого конвективных воздушных потоков. Однако, метеорологи прогнозировали дальнейшее усиление шторма до нижней границы урагана первой категории в течение двух следующих дней, поскольку тропический циклон вступил в зону с тёплой морской поверхностью. Эрика продолжала своё движение в западном направлении, обходя южную границу действия Азорского антициклона. Через несколько часов после присвоения циклона статуса тропического шторма Эрика достигла своих пиковых характеристик: постоянная скорость ветра составила 85 км/ч, атмосферное давление в центре шторма упало до 1004 миллибар (753,06 миллиметров ртутного столба). Авиационная метеорологическая служба Hurricane Hunter позднее отмечала порывы ветра до 95 км/ч, однако более поздний разбор синоптической ситуации показал, что метеорологи NHC оценили скорость ветра более точно, поскольку учитывали фактор необычно сильных дождей в центре штормового образования. Ночью с 1 на 2 сентября Эрика подверглась сильным сдвигам ветра с вертикальным направлением от водной поверхности, в результате чего к утру 2 сентября конвективная система шторма стала значительно более дезорганизованной, а метеорологическая разведка Hurricane Hunter сообщила об образовании нескольких локальных центров циркуляции воздушных масс, что повлекло за собой ещё больший развал системы тропического шторма.

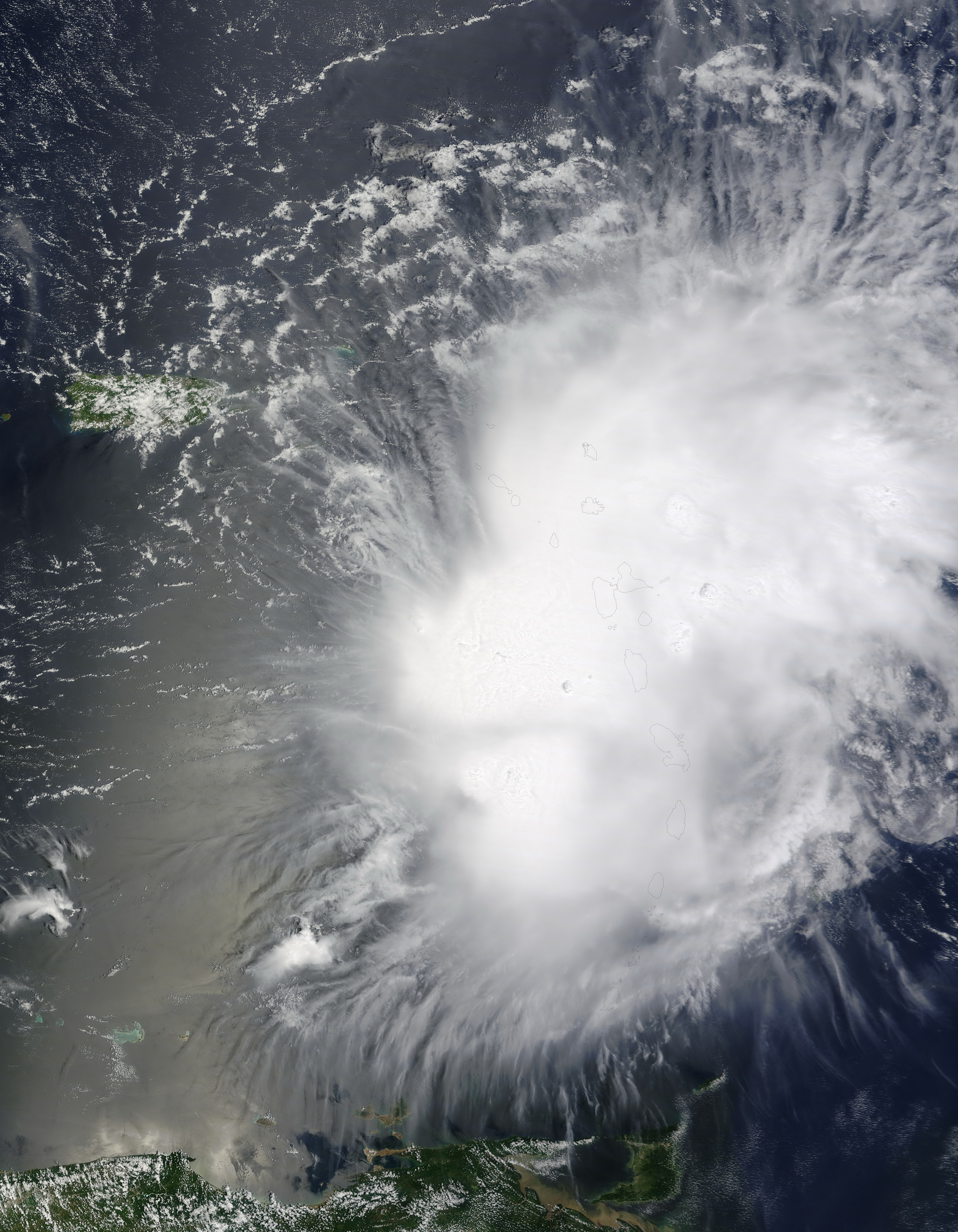
Тропический шторм Эрика в Карибском море, 3 сентября 2009 года

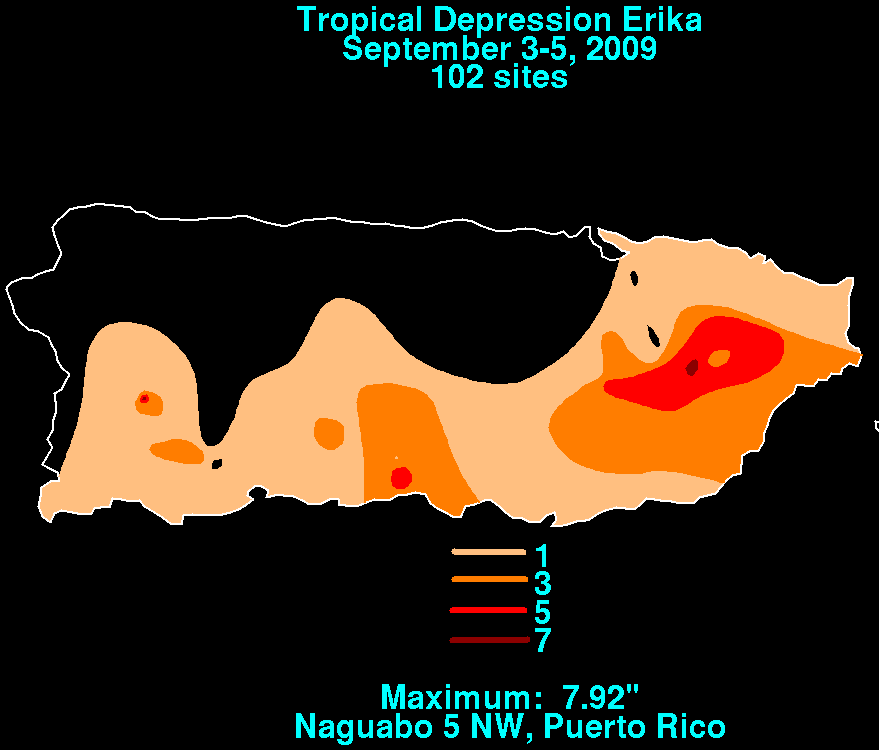
Карта осадков в Пуэрто-Рико

Прогнозируемое метеорологами расформирование тропического шторма начало происходить раньше вследствие увеличившейся интенсивности сдвига ветра, в результате чего к утру 3 сентября Эрика ослабла до минимального порога тропического шторма по шкале классификации ураганов Саффира — Симпсона. Около 18:30 по Всемирному координированному времени центральная часть Эрики прошла над островом Гваделупа, постоянная скорость ветра при этом составляла 65 км/ч, и через некоторое время вступила в акваторию Карибского моря. Специалисты Национального центра прогнозирования ураганов США отметили, что из-за большой области покрытия шторм имеет все шансы реорганизовать свою конвективную систему и в течение очень короткого времени усилиться до ураганной мощи. Однако, после очередного непродолжительного усиления грозовой активности Тропический шторм Эрика стал быстро терять свою силу, пока во второй половине дня 3 сентября не лишился практически всей конвективной системы в центре циклона и не был понижен NHC до статуса тропической депрессии. Вскоре после этого атмосферное образование превратилось в обычную область низкого давления, которая на следующий день подошла к южному побережью Пуэрто-Рико и выпала обильными осадками на всей территории острова.
4 сентября 2009 года остатки циклона полностью рассеялись в 140 километрах к югу от побережья Пуэрто-Рико.

## Подготовка
1 сентября вместе с назначением циклону статуса тропического шторма были объявлены штормовые предупреждения для районов Синт-Маартен, Антигуа, Барбуда, Сент-Китс, Невис, Ангилья, Остров Святого Мартина и Сен-Бартельми. На следующий день все силы самообороны были приведены в состояние полной готовности, поскольку Эрика подошла вплотную к Малым Антильским островам. После вступления Тропического шторма Эрика в акваторию Карибского моря штормовое предупреждение также было объявлено для территорий Доминиканской Республики, Американских Виргинских островов, Пуэрто-Рико и Британских Виргинских островов. К началу суток 3 сентября шторм существенно ослабил свою силу, к этому времени Эрика пересекала восточную часть Карибского бассейна, и уровень объявленных штормовых предупреждений был понижен. Вскоре после этого все предупреждения были отменены.
На время прохождения тропического шторма была остановлен нефтеочистительный завод Hovensa на Санта-Крус, работающий с мощностью 500 тысяч баррелей в сутки, а также прекращена деятельность всех морских портов острова Санта-Крус. В Доминиканской Республики 3 сентября были закрыты все предприятия и учреждения страны. На Антигуа и Барбуде прекратили работу все школы и местный аэропорт, два круизных океанских лайнера Carnival Glory и судно компании Royal Caribbean отложили плановые причалы и на несколько суток отошли обратно в море.

## Воздействие
3 сентября 2009 года в Доминиканской Республике по причине наводнения, вызванного проливными дождями, были закрыты все правительственные организации и учреждения страны. В некоторых частях страны возникли оползни, приведшие к размыванию автомобильных дорог. В Гваделупе Тропический шторм Эрика вызвал сильные дожди с уровнем осадков до двухсот миллиметров, постоянная скорость ветра при этом на острове Мари-Галант достигла показателя в 90 км/ч. Несколько автотрасс стали полностью неработоспособными вследствие возникших паводковых вод. В самый разгар шторм по официальным оценкам более 12 тысяч человек остались без электроэнергии. Уровень осадков в Тринидаде достиг 140 мм, в Синт-Маартине — 94 мм.
Завершающие осадки стихии выпали в Пуэрто-Рико, в результате чего реки Ла-Плата, Луиза и Кагуитас вышли из берегов и затопили прибрежные территории. Метеостанция в городе Нагуабо зарегистрировала уровень дождей в 201 мм, в некоторых районах отмечался уровень в 100 мм. В Доминиканской Республике официальные власти объявили официальные предупреждения о возможных наводнениях в провинциях Ла-Альтаграсия, Эль-Сейбо, Хато-Мера, Монте-Плата, Самана, Дуарте и Мария-Тринидад-Санчес, однако ущерб от шторма в данных районах оказался относительно небольшим.